# Dinastia ortóquida
A dinastia ortóquida ou artúquida (em turco: artuklu beyliği, artuklular, pl. artukoğulları; em turcomeno: artykly begligi, artykogullary; em árabe: artuklu bəyliyi, artıqlılar) foi estabelecida em 1102 como um beilhique (principado) da Anatólia do Império Seljúcida. Formou uma dinastia turcomana enraizada na tribo oguz doguer e seguiu a fé muçulmana sunita. Governou no leste da Anatólia, norte da Síria e norte do Iraque do século XI ao XIII. A dinastia recebeu o nome de seu fundador, Artuque, que serviu como comandante seljúcida anos antes. Os filhos e descendentes de Artuque governaram os três ramos da região: os descendentes de Soquemã governaram a região ao redor de Hisne Caifa entre 1102 e 1231; o ramo de Ilgazi governou de Mardim e Maiafariquim entre 1106 e 1186 (até 1409 como vassalos) e Alepo de 1117 a 1128; e a linhagem de Carpute, começando em 1112 sob o ramo de Soquemã, foi independente entre 1185 e 1233.

## História

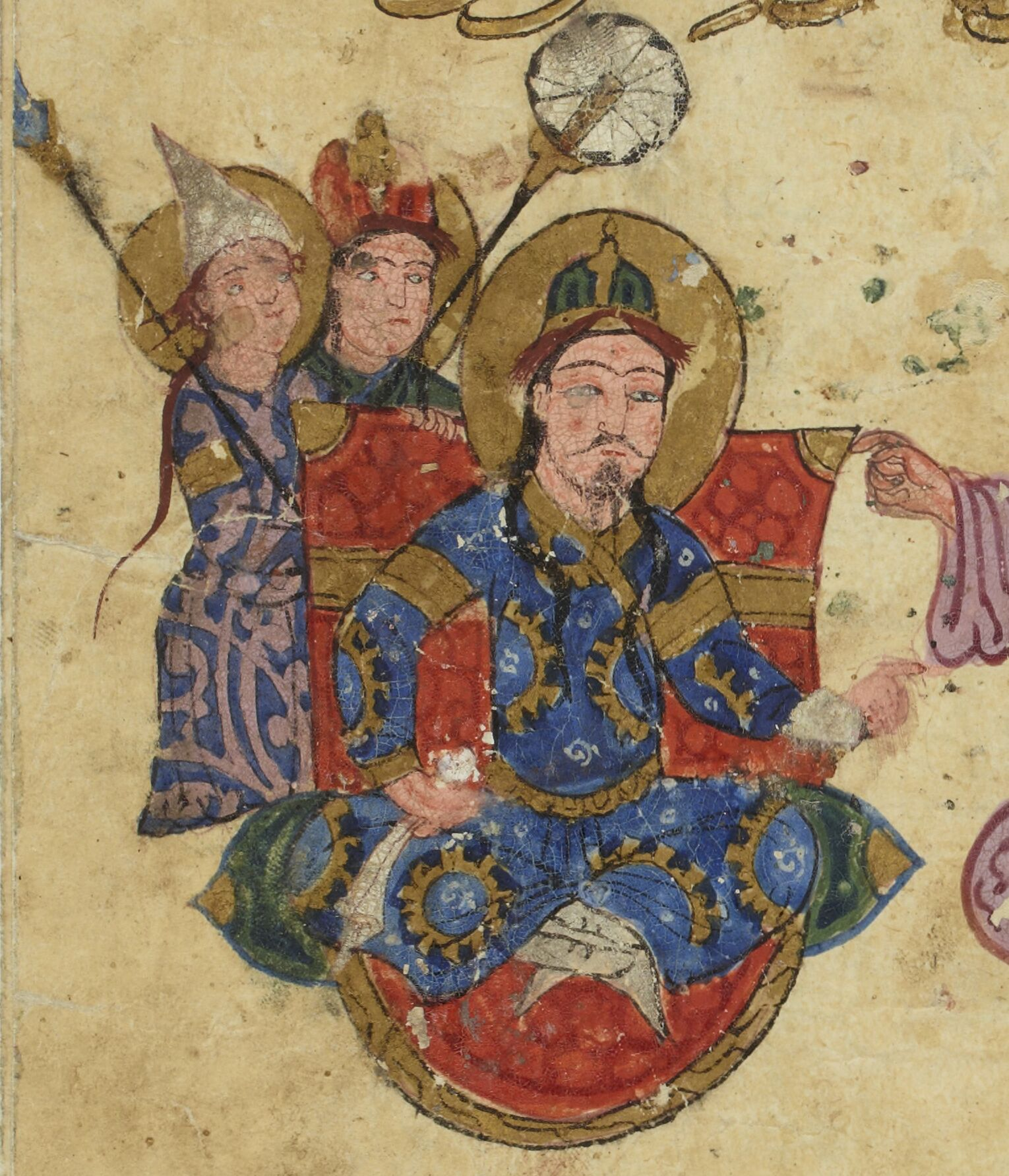
O "Xeque" de Diarbaquir em traje turco, usando o sharbūsh com barrete alto. Pintado em Amida, actual Diarbaquir, Turquia, ca. 1200–1210, provável ortóquida (Maqāmāt al-Ḥarīrī 43, BNF, Árabe 3929, 157r.).

A dinastia foi fundada por Artuque, filho de Ecsuque, um general que originalmente serviu o sultão Maleque Xá I (r. 1072–1092) e depois o emir de Damasco, Tutuxe I (r. 1078–1095). Tutuxe nomeou Artuque governador de Jerusalém em 1086, mas ele morreu em 1091 e foi sucedido por seus filhos Soquemã e Ilgazi, que foram expulsos de Jerusalém pelo vizir fatímida Lavendálio em 1098; os fatímidas perderam a cidade para os cruzados no ano seguinte após o cerco de Jerusalém. Soquemã e Ilgazi se estabeleceram em Diarbaquir, Mardim e Hisne Caifa na Mesopotâmia Superior, onde entraram em conflito com o Império Seljúcida. Soquemã, como bei de Mardim, derrotou os cruzados na Batalha de Harã em 1104. Ilgazi sucedeu Soquemã em Mardim e impôs seu controle sobre Alepo a pedido do cádi ibne Alcaxabe em 1118. No ano seguinte, Ilgazi derrotou o Principado de Antioquia na Batalha do Campo de Sangue de 1119.
Após pilhar o Condado de Edessa, Ilgazi fez as pazes com os cruzados. Em 1121, foi para o norte em direção à Armênia com seu genro maziádida Dubais II ibne Sadaca e o sultão Maleque de Ganja. Ilgazi invadiu a Geórgia e foi derrotado por Davi IV (r. 1089–1125) na Batalha de Didgori de 1121. Ilgazi morreu em 1122, e embora seu sobrinho Balaque nominalmente controlasse Alepo, a cidade era realmente controlada por ibne Alcaxabe. Ibne Alcaxabe foi morto por assassinos em 1125, e Alepo caiu sob o controle de Zengui, atabegue de Moçul, em 1128. Após a morte de Balaque, os ortóquidas foram divididos entre Carpute, Hisne Caifa e Mardim. O filho de Soquemã, Ruquém Adaulá Daúde, bei de Hisne Caifa, morreu em 1144 e foi sucedido por seu filho Cara Arslã. Cara Arslã aliou-se a Joscelino II contra os zênguidas e, enquanto Joscelino estava ausente em 1144, Zengui recapturou Edessa, o primeiro dos Estados cruzados a cair (ver Cerco de Edessa). Os ortóquidas tornaram-se vassalos dos zênguidas durante o reinado de Noradine (r. 1146–1174).
O filho de Cara Aslã, Noradine Maomé, aliou-se ao sultão aiúbida Saladino contra Quilije Arslã II, sultão seljúcida de Rum, cuja filha havia se casado com Noradine Maomé. No acordo de paz com Quilije Arslã II, Saladino ganhou o controle do território ortóquida, embora os ortóquidas ainda fossem tecnicamente vassalos de Moçul, que Saladino não controlava. O Império Seljúcida se desintegrou completamente logo depois disso em 1194. A dinastia permaneceu no comando nominal da Mesopotâmia Superior, mas seu poder declinou sob o governo aiúbida. O ramo de Hisne Caifa conquistou Diarbaquir em 1198 e seu centro foi transferido para lá, mas foi demolido pelos aiúbidas em 1231 quando tentou formar uma aliança com os seljúcidas. O ramo de Carpute foi destruído pelo Sultanato de Rum por seguir uma política escorregadia entre os aiúbidas e os seljúcidas. O ramo de Mardim sobreviveu por mais tempo, mas como vassalo dos aiúbidas, o Sultanato de Rum, o Ilcanato e o Império Timúrida. A submissão aos ilcânidas foi feito no tempo de Cara Arslã (r. 1260–1292), que se submeteu a Hulagu Cã (r. 1256–1265). A Confederação do Cordeiro Negro capturou Mardim e finalmente pôs fim ao governo ortóquida em 1409.